# Acholiland

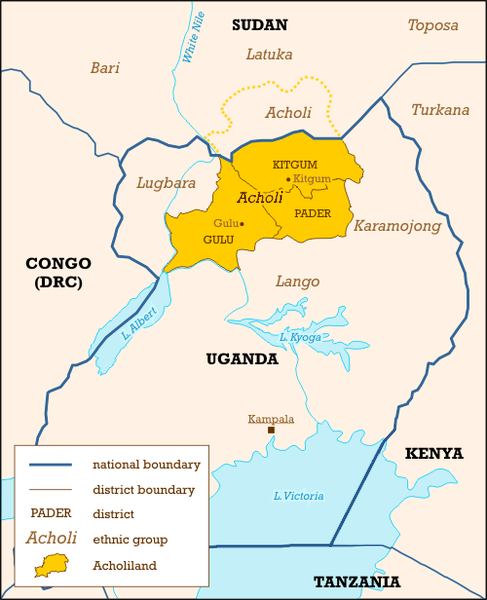
Acholiland

Acholiland is een onnauwkeurige term die naar het gebied verwijst dat door de etnische groep van de Acholi in noordelijk Oeganda wordt bewoond. Het is samengesteld uit de huidige Oegandese districten van Agago, Gulu, Kitgum, Lamwo en Pader. Hoewel er ook Acholi ten noorden van de Soedanese grens wonen, wordt hun gebied niet tot Acholiland gerekend.
Sinds 1987 heeft de rebellie van het Verzetsleger van de Heer de districten van Acholiland en de aangrenzende gewesten verwoest.